# Caulleriella cristata
Caulleriella cristata är en ringmaskart som beskrevs av Blake in Blake, Hilbig och Scott 1996. Caulleriella cristata ingår i släktet Caulleriella och familjen Cirratulidae. Inga underarter finns listade i Catalogue of Life.